# Internationaal Wegcriterium 2014
De 83e editie van het Internationaal Wegcriterium vond in 2014 plaats op 29 en 30 maart. De start was in Porto-Vecchio, de finish op de Col de l'Ospedale. De ronde maakte deel uit van de UCI Europe Tour 2014, in de wedstrijdcategorie 2.HC. In 2013 won de Britse tourwinnaar Chris Froome. Dit jaar won de Fransman Jean-Christophe Péraud.

## Deelnemende ploegen
| WorldTour           | ProContinentaal              | Continentaal       |
| ------------------- | ---------------------------- | ------------------ |
| AG2R-La Mondiale    | Bretagne-Séché Environnement | BigMat-Auber 93    |
| FDJ.fr              | Cofidis                      | La Pomme Marseille |
| Team Europcar       | Colombia                     |                    |
| Astana              | IAM Cycling                  |                    |
| Garmin-Sharp        | NetApp-Endura                |                    |
| Giant-Shimano       |                              |                    |
| Tinkoff-Saxo        |                              |                    |
| Trek Factory Racing |                              |                    |

## Etappe-overzicht
| etappe | datum    | start         | finish            | afstand    | winnaar        | klassementsleider      |
| ------ | -------- | ------------- | ----------------- | ---------- | -------------- | ---------------------- |
| 1e     | 29 maart | Porto-Vecchio | Porto-Vecchio     | 89 km      | Nacer Bouhanni | Nacer Bouhanni         |
| 2e     | 29 maart | Porto-Vecchio | Porto-Vecchio     | 7 km (ITT) | Tom Dumoulin   | Tom Dumoulin           |
| 3e     | 30 maart | Porto-Vecchio | Col de l'Ospedale | 176 km     | Mathias Frank  | Jean-Christophe Péraud |

## Etappe-uitslagen

### 1e etappe

#### Hellingen
| Nummer | Naam          | Kilometer | Lengte (km) | Stijging (%) |
| ------ | ------------- | --------- | ----------- | ------------ |
| 1      | Côte de Conca | 45,5      | 2,1         | 5,7          |

#### Tussensprinten
| Nummer | Plaats | Kilometer |
| ------ | ------ | --------- |
| 1      | Lecci  | 73,5      |

| Porto-Vecchio - Porto-Vecchio (89 km) |                  |                              |          |
| Plaats                                | Naam             | Ploeg                        | Tijd     |
| Winnaar                               | Nacer Bouhanni   | FDJ.fr                       | 2u07'01" |
| 2                                     | Nathan Haas      | Garmin-Sharp                 | z.t.     |
| 3                                     | Marko Kump       | Tinkoff-Saxo                 | z.t.     |
| 4                                     | Tony Hurel       | Team Europcar                | z.t.     |
| 5                                     | Julien Simon     | Cofidis                      | z.t.     |
| 6                                     | Matthias Brändle | IAM Cycling                  | z.t.     |
| 7                                     | Benjamin Giraud  | La Pomme Marseille           | z.t.     |
| 8                                     | Armindo Fonseca  | Bretagne-Séché Environnement | z.t.     |
| 9                                     | Eugenio Alafaci  | Trek Factory Racing          | z.t.     |
| 10                                    | Julien Bérard    | AG2R-La Mondiale             | z.t.     |
|                                       |                  |                              |          |
| 26                                    | Daan Olivier     | Giant-Shimano                | z.t.     |

| Algemeen klassement |                   |                              |          |
| Plaats              | Naam              | Ploeg                        | Tijd     |
| Gele trui           | Nacer Bouhanni    | FDJ.fr                       | 2u06'55" |
| 2                   | Nathan Haas       | Garmin-Sharp                 | +2"      |
| 3                   | Matthias Brändle  | IAM Cycling                  | +3"      |
| 4                   | Marko Kump        | Tinkoff-Saxo                 | +4"      |
| 5                   | Bob Jungels       | Trek Factory Racing          | z.t.     |
| 6                   | Stéphane Rossetto | BigMat-Auber 93              | +5"      |
| 7                   | Tony Hurel        | Team Europcar                | +6"      |
| 8                   | Julien Simon      | Cofidis                      | z.t.     |
| 9                   | Benjamin Giraud   | La Pomme Marseille           | z.t.     |
| 10                  | Armindo Fonseca   | Bretagne-Séché Environnement | z.t.     |
|                     |                   |                              |          |
| 27                  | Daan Olivier      | Giant-Shimano                | z.t.     |

### 2e etappe
| Porto-Vecchio - Porto-Vecchio (7 km (ITT)) |                        |                              |       |
| Plaats                                     | Naam                   | Ploeg                        | Tijd  |
| Winnaar                                    | Tom Dumoulin           | Giant-Shimano                | 9'07" |
| 2                                          | Rohan Dennis           | Garmin-Sharp                 | +3"   |
| 3                                          | Bob Jungels            | Trek Factory Racing          | +10"  |
| 4                                          | Jean-Christophe Péraud | AG2R-La Mondiale             | +11"  |
| 5                                          | Jérôme Coppel          | Cofidis                      | z.t.  |
| 6                                          | Ramūnas Navardauskas   | Garmin-Sharp                 | +14"  |
| 7                                          | Mathias Frank          | IAM Cycling                  | +16"  |
| 8                                          | Julien Simon           | Cofidis                      | z.t.  |
| 9                                          | Eduardo Sepúlveda      | Bretagne-Séché Environnement | +18"  |
| 10                                         | Nathan Haas            | Garmin-Sharp                 | +20"  |

| Algemeen klassement |                        |                              |          |
| Plaats              | Naam                   | Ploeg                        | Tijd     |
| Gele trui           | Tom Dumoulin           | Giant-Shimano                | 2u16'08" |
| 2                   | Rohan Dennis           | Garmin-Sharp                 | +3"      |
| 3                   | Bob Jungels            | Trek Factory Racing          | +10"     |
| 4                   | Jean-Christophe Péraud | AG2R-La Mondiale             | +11"     |
| 5                   | Jérôme Coppel          | Cofidis                      | z.t.     |
| 6                   | Ramūnas Navardauskas   | Garmin-Sharp                 | +14"     |
| 7                   | Nathan Haas            | Garmin-Sharp                 | +16"     |
| 8                   | Mathias Frank          | IAM Cycling                  | z.t.     |
| 9                   | Julien Simon           | Cofidis                      | z.t.     |
| 10                  | Eduardo Sepúlveda      | Bretagne-Séché Environnement | +18"     |

### 3e etappe

#### Hellingen
| Nummer | Naam                           | Kilometer | Lengte (km) | Stijging (%) |
| ------ | ------------------------------ | --------- | ----------- | ------------ |
| 1      | Côte de Roccapina              | 56,5      | 2,7         | 3,8          |
| 2      | Côte d'Orasi                   | 67        | 4,4         | 5            |
| 3      | Côte de Viggianello            | 4,7       | 2,1         | 5,2          |
| 4      | Col de Sainte-Lucie-De-Tallano | 116       | 10,2        | 6            |
| 5      | Col de Bacinu                  | 135       | 10,1        | 4,5          |
| 6      | Col de l'Ospedale              | 176       | 14,1        | 6,2          |

#### Tussensprinten
| Nummer | Plaats            | Kilometer |
| ------ | ----------------- | --------- |
| 1      | Monacia-d'Aullène | 48        |
| 2      | Sartène           | 77        |
| 3      | Porto-Vecchio     | 159       |

| Porto-Vecchio - Col de l'Ospedale (176 km) |                        |                              |          |
| Plaats                                     | Naam                   | Ploeg                        | Tijd     |
| Winnaar                                    | Mathias Frank          | IAM Cycling                  | 4u43'59" |
| 2                                          | Jean-Christophe Péraud | AG2R-La Mondiale             | z.t.     |
| 3                                          | Tiago Machado          | NetApp-Endura                | +2"      |
| 4                                          | Fränk Schleck          | Trek Factory Racing          | +3"      |
| 5                                          | Rafał Majka            | Tinkoff-Saxo                 | z.t.     |
| 6                                          | Eduardo Sepúlveda      | Bretagne-Séché Environnement | +13"     |
| 7                                          | Alexis Vuillermoz      | AG2R-La Mondiale             | +20"     |
| 8                                          | Fabio Duarte           | Colombia                     | +36"     |
| 9                                          | Rémy Di Grégorio       | La Pomme Marseille           | z.t.     |
| 10                                         | Julien Simon           | Cofidis                      | z.t.     |
|                                            |                        |                              |          |
| 19                                         | Tom Dumoulin           | Giant-Shimano                | +2'12"   |

## Eindklassementen
| Plaats    | Naam                   | Ploeg                        | Tijd     |
| --------- | ---------------------- | ---------------------------- | -------- |
| Gele trui | Jean-Christophe Péraud | AG2R-La Mondiale             | 7u00'12" |
| 2         | Mathias Frank          | IAM Cycling                  | +1"      |
| 3         | Tiago Machado          | NetApp-Endura                | +19"     |
| 4         | Rafał Majka            | Tinkoff-Saxo                 | +25"     |
| 5         | Eduardo Sepúlveda      | Bretagne-Séché Environnement | +26"     |
| 6         | Fränk Schleck          | Trek Factory Racing          | +28"     |
| 7         | Julien Simon           | Cofidis                      | +47"     |
| 8         | Alexis Vuillermoz      | AG2R-La Mondiale             | +48"     |
| 9         | Bob Jungels            | Trek Factory Racing          | +57"     |
| 10        | Fabio Duarte           | Colombia                     | +1'07"   |
| 11        | Stéphane Rossetto      | BigMat-Auber 93              | +1'14"   |
| 12        | Nathan Haas            | Garmin-Sharp                 | +1'21"   |
| 13        | Rémy Di Grégorio       | La Pomme Marseille           | +1'25"   |
| 14        | André Cardoso          | Garmin-Sharp                 | +1'38"   |
| 15        | Sébastien Reichenbach  | IAM Cycling                  | +1'39"   |
| 16        | Tom Dumoulin           | Giant-Shimano                | +2'07"   |
| 17        | Romain Sicard          | Team Europcar                | +2'23"   |
| 18        | Jonathan Fumeaux       | IAM Cycling                  | +2'53"   |
| 19        | Janez Brajkovič        | Astana                       | +3'10"   |
| 20        | Matthew Busche         | Trek Factory Racing          | +3'43"   |

| Plaats      | Naam                   | Ploeg            | Punten |
| ----------- | ---------------------- | ---------------- | ------ |
| Groene trui | Mathias Frank          | IAM Cycling      | 20     |
| 2           | Jean-Christophe Péraud | AG2R-La Mondiale | 20     |
| 3           | Tom Dumoulin           | Giant-Shimano    | 15     |

| Plaats        | Naam              | Ploeg           | Punten |
| ------------- | ----------------- | --------------- | ------ |
| Bolletjestrui | Mathias Frank     | IAM Cycling     | 6      |
| 2             | Stéphane Rossetto | BigMat-Auber 93 | 6      |
| 3             | Ivan Rovny        | Tinkoff-Saxo    | 6      |

| Plaats     | Naam              | Ploeg                        | Tijd     |
| ---------- | ----------------- | ---------------------------- | -------- |
| Witte trui | Rafał Majka       | Tinkoff-Saxo                 | 7u00'37" |
| 2          | Eduardo Sepúlveda | Bretagne-Séché Environnement | +1"      |
| 3          | Bob Jungels       | Trek Factory Racing          | +32"     |
|            |                   |                              |          |
| 6          | Tom Dumoulin      | Giant-Shimano                | +1'42"   |

| Plaats | Ploeg               | Tijd      |
| ------ | ------------------- | --------- |
|        | IAM Cycling         | 21u04'37" |
| 2      | Trek Factory Racing | +1'09"    |
| 3      | AG2R-La Mondiale    | +2'24"    |

## Klassementenverloop
| Etappe       | Winnaar        | Algemeen klassement ·  | Puntenklassement · | Bergklassement · | Jongerenklassement · | Ploegenklassement · |
| ------------ | -------------- | ---------------------- | ------------------ | ---------------- | -------------------- | ------------------- |
| 1            | Nacer Bouhanni | Nacer Bouhanni         | Nacer Bouhanni     | Théo Vimpère     | Nacer Bouhanni       | Europcar            |
| 2            | Tom Dumoulin   | Tom Dumoulin           | Tom Dumoulin       | Théo Vimpère     | Tom Dumoulin         | Garmin-Sharp        |
| 3            | Mathias Frank  | Jean-Christophe Péraud | Mathias Frank      | Leonardo Duque   | Rafał Majka          | IAM Cycling         |
| 0Eindstanden | 0Eindstanden   | Jean-Christophe Péraud | Mathias Frank      | Mathias Frank    | Rafał Majka          | IAM Cycling         |

1932 · 1933 · 1934 · 1935 · 1936 · 1937 · 1938 · 1939 · 1940 · 1941 (bezet + vrij) · 1942 (bezet + vrij) · 1943 (bezet + vrij) · 1944 · 1945 · 1946 · 1947 · 1948 · 1949 · 1950 · 1951 · 1952 · 1953 · 1954 · 1955 · 1956 · 1957 · 1958 · 1959 · 1960 · 1961 · 1962 · 1963 · 1964 · 1965 · 1966 · 1967 · 1968 · 1969 · 1970 · 1971 · 1972 · 1973 · 1974 · 1975 · 1976 · 1977 · 1978 · 1979 · 1980 · 1981 · 1982 · 1983 · 1984 · 1985 · 1986 · 1987 · 1988 · 1989 · 1990 · 1991 · 1992 · 1993 · 1994 · 1995 · 1996 · 1997 · 1998 · 1999 · 2000 · 2001 · 2002 · 2003 · 2004 · 2005 · 2006 · 2007 · 2008 · 2009 · 2010 · 2011 · 2012 · 2013 · 2014 · 2015 · 2016
Etappewedstrijden

 Ster van Bessèges ·
 Ronde van de Middellandse Zee ·
 Ruta del Sol ·
 Ronde van de Algarve ·
 Ronde van de Haut-Var ·
 Driedaagse van West-Vlaanderen ·
 Internationale Wielerweek ·
 Internationaal Wegcriterium ·
 Driedaagse van De Panne-Koksijde ·
 Ronde van de Sarthe ·
 Ronde van Trentino ·
 Ronde van Turkije ·
 Vierdaagse van Duinkerke ·
 Ronde van Azerbeidzjan ·
 Szlakiem Grodów Piastowskich ·
 Ronde van Castilië en León ·
 Ronde van Picardië ·
 Ronde van Noorwegen ·
 World Ports Classic ·
 Ronde van Beieren ·
 Ronde van België ·
 Tour des Fjords ·
 Ronde van Estland ·
 Ronde van Luxemburg ·
 Boucles de la Mayenne ·
 Ster ZLM Toer ·
 Ronde van Slovenië ·
 Route du Sud ·
 Ronde van Oostenrijk ·
 Sibiu Cycling Tour ·
 Ronde van Wallonië ·
 Ronde van Portugal ·
 Ronde van Denemarken ·
 Ronde van de Ain ·
 Ronde van Burgos ·
 Arctic Race of Norway ·
 Ronde van de Limousin ·
 Ronde van Poitou-Charentes ·
 Ronde van Groot-Brittannië ·
 Ronde van Gévaudan Languedoc-Roussillon ·
 Eurométropole Tour
Eendaagse wedstrijden

 GP La Marseillaise ·
 Grote Prijs van de Etruskische Kust ·
 Trofeo Palma ·
 Trofeo Ses Salines ·
 Trofeo Serra de Tramuntana ·
 Trofeo Platja de Muro ·
 Trofeo Laigueglia ·
 Ronde van Murcia ·
 Omloop Het Nieuwsblad ·
 Classic Sud Ardèche ·
 GP Lugano ·
 Clásica de Almería ·
 Kuurne-Brussel-Kuurne ·
 La Drôme Classic ·
 Le Samyn ·
 GP Città di Camaiore ·
 Strade Bianche ·
 Roma Maxima ·
 Ronde van Drenthe ·
 Dwars door Drenthe ·
 Nokere Koerse ·
 GP Nobili Rubinetterie ·
 Handzame Classic ·
 Classic Loire-Atlantique ·
 Grote Prijs van Cholet-Pays de Loire ·
 Dwars door Vlaanderen ·
 Route Adélie de Vitré ·
 Volta Limburg Classic ·
 Grote Prijs Miguel Indurain ·
 Ronde van La Rioja ·
 Scheldeprijs ·
 GP Cerami ·
 Klasika Primavera ·
 Parijs-Camembert ·
 Brabantse Pijl ·
 GP Denain ·
 Ronde van de Finistère ·
 Tro Bro Léon ·
 Ronde van Keulen ·
 La Roue Tourangelle ·
 Rund um den Finanzplatz Eschborn-Frankfurt ·
 Ronde van de Somme ·
 ProRace Berlin ·
 Grote Prijs van Plumelec ·
 Boucles de l'Aulne ·
 Ronde van Zeeland Seaports ·
 GP Kanton Aargau ·
 Ronde van Limburg ·
 Ronde van de Apennijnen ·
 Halle-Ingooigem ·
 Prueba Villafranca de Ordizia ·
 GP Industria & Artigianato-Larciano ·
 Ronde van Toscane ·
 Circuito de Getxo ·
 Polynormande ·
 RideLondon Classic ·
 GP Stad Zottegem ·
 Arnhem-Veenendaal Classic ·
 Châteauroux Classic de l'Indre ·
 Druivenkoers Overijse ·
 Brussels Cycling Classic ·
 GP Fourmies ·
 Ronde van de Doubs ·
 GP Jef Scherens ·
 Coppa Bernocchi ·
 GP van Wallonië ·
 Coppa Agostoni ·
 Ronde van de Drie Valleien ·
 Kampioenschap van Vlaanderen ·
 Grote Prijs Impanis-Van Petegem ·
 Memorial Marco Pantani ·
 GP Industria & Commercio di Prato ·
 GP van Isbergues ·
 Omloop van het Houtland ·
 Duo Normand ·
 Milaan-Turijn ·
 Ronde van het Münsterland ·
 Ronde van de Vendée ·
 Memorial Frank Vandenbroucke ·
 Coppa Sabatini ·
 Parijs-Bourges ·
 Ronde van Emilia ·
 Parijs-Tours ·
 GP Beghelli ·
 Nationale Sluitingsprijs ·
 Chrono des Nations